# 泉浩
泉 浩（いずみ ひろし、1982年6月22日 - ）は、日本の男性柔道家、総合格闘家。青森県下北郡大間町出身。柔道六段を取得。組み手は左組み。得意技は大外刈。妻は女優の末永遥。株式会社ヴィレッジ・エンターテイメント事業部所属。

## 来歴
実父はマグロの漁師だった。
泉は小学校までを地元大間町で過ごしたのち、中学校より柔道私塾講道学舎に入門するため単身上京し、世田谷区立弦巻中学校に入学、3年の全国中学校柔道大会ではベスト8で敗れたが世田谷学園高等学校3年の時にインターハイで優勝を果たした。明治大学に入学後、2004年のアテネオリンピックでは決勝でグルジアのズラブ・ズビャダウリに敗れたはしたものの、銀メダルを獲得した。
2005年、旭化成へ入社する。9月にはエジプトのカイロで開催された世界柔道選手権大会の男子90kg級で韓国の黄禧太から反則技となる倒れ込む腕挫腋固で反則勝ちなどを経て、優勝を果たした。
2008年、北京オリンピックでは減量に失敗し、2回戦で敗退した。同年10月30日、一部マスコミによって泉が柔道界を引退して総合格闘技へ転向する可能性が報じられたが、11月16日には「そういうこと（プロ転向）は考えてません」と報道を否定したものの、「（オファーが）ないと言えばウソになります」と含みを持たせた。
2009年6月、全日本実業柔道団体対抗大会後に旭化成の退社を表明し、6月末をもって退社した。
2009年7月7日、記者会見で戦極参戦を表明。ヴァンダレイ・シウバのような打撃中心のスタイルを目指すと語った。
2009年9月23日、泉の総合格闘技デビューとなった戦極 〜第十陣〜のメインイベントでアンズ・"ノトリアス"・ナンセンと対戦し、打撃で真向勝負を挑むも最後は右ストレートでKO負けを喫した。なお、この試合で泉はベストバウト賞を受賞している。
2009年12月31日、Dynamite!! 〜勇気のチカラ2009〜のDREAM vs SRC 対抗戦で柴田勝頼と対戦し判定勝ち、総合格闘家としての初勝利となった。
2010年6月20日、SRC13でイ・チャンソブと対戦し、パウンドでTKO勝ちを収める。
2010年8月25日、泉は東京都内で行われたレスリング日本代表の合宿に特別で参加、フリースタイル96kg級でのロンドンオリンピック代表を目指すことを表明した。
2010年10月30日、SRC15のメインイベントでジェームス・ジキックと対戦し2-1の判定勝ちを収めた。試合後のリング上で石井慧との対戦をアピールした。
2010年12月31日、Dynamite!! 〜勇気のチカラ2010〜でミノワマンと対戦し、パウンドによるTKO勝ちを収めた。
2011年7月2日、ロンドン五輪のレスリング代表を目指し、レスリング全日本社会人選手権のフリースタイル96kg級に出場したが初戦の2回戦で敗退となった。
2014年2月22日に女優の末永遥と結婚した。2017年12月3日、第1子男児が誕生。
のちに鮮魚卸売会社の社員として大田市場で働くかたわら実業団柔道部の監督を務める。NPO法人ヴィレッジ・スポーツ副理事長として柔道教室、マナーキッズ柔道、警察署で柔道の指導、柔道の指導者派遣、講演活動などを行っていた。
2024年4月1日、エジプト柔道代表チームのヘッドコーチに就任。2028年ロサンゼルスオリンピックを見据えた代表監督着任であることを明らかにした。通訳はフィフィの妹である。
2024年4月26日、第45回アフリカ柔道選手権大会（カイロ）にエジプト代表監督として出場。金3、銀2、銅3のメダルを獲得しエジプトが初の総合優勝。2024年パリオリンピック進出に必要なポイントを得た。

## エピソード
アテネオリンピック柔道日本代表には柔道一家に育った選手が多い中、泉は大間のマグロ漁師の家に生まれ育ったという点でも注目された。アテネまで応援に来た泉の家族が「マグロ一筋」とプリントされたTシャツを着ていたことからこのTシャツが人気となり、このデザインは2005年に大間町の町おこし組織代表者の登録商標となったことで、町おこしに一役買っている。

## 戦績

### 柔道
- 2000年：全国高等学校総合体育大会 90kg級 優勝
- 2000年：全日本ジュニア体重別選手権大会 90kg級 優勝
- 2001年：全日本学生体重別選手権 90kg級 優勝
- 2002年：全日本学生体重別選手権 90kg級 優勝
- 2002年：ベルギー国際柔道大会 90kg級 優勝
- 2003年：全日本選抜柔道体重別選手権大会 90kg級 優勝
- 2003年：講道館杯全日本柔道体重別選手権大会 90kg級 優勝
- 2003年：大邱ユニバーシアード 90kg級 優勝
- 2004年：フランス国際柔道大会 90kg級 優勝
- 2004年：アテネオリンピック 90kg級 2位
- 2005年：カイロ世界柔道選手権大会 90kg級 優勝
- 2007年：嘉納治五郎杯東京国際柔道大会 90kg級 2位
- 2008年：ドイツ国際柔道大会 90kg級 優勝

### 総合格闘技
| 総合格闘技 戦績 | 総合格闘技 戦績 | 総合格闘技 戦績 | 総合格闘技 戦績 | 総合格闘技 戦績 | 総合格闘技 戦績 | 総合格闘技 戦績 |
| --------------- | --------------- | --------------- | --------------- | --------------- | --------------- | --------------- |
| 6 試合          | (T)KO           | 一本            | 判定            | その他          | 引き分け        | 無効試合        |
| 4 勝            | 2               | 0               | 2               | 0               | 0               | 0               |
| 2 敗            | 2               | 0               | 0               | 0               | 0               | 0               |

| 勝敗 | 対戦相手                       | 試合結果                         | 大会名                                                                                            | 開催年月日     |
| ×    | ゲガール・ムサシ               | 1R 3:29 TKO（タオル投入）        | DREAM JAPAN GP FINAL -2011バンタム級日本トーナメント決勝戦- 【DREAMライトヘビー級タイトルマッチ】 | 2011年7月16日  |
| ○    | ミノワマン                     | 3R 2:50 TKO（パウンド）          | Dynamite!! 〜勇気のチカラ2010〜                                                                   | 2010年12月31日 |
| ○    | ジェームス・ジキック           | 5分3R終了 判定2-1                | SRC15                                                                                             | 2010年10月30日 |
| ○    | イ・チャンソブ                 | 1R 4:37 TKO（パウンド）          | SRC13                                                                                             | 2010年6月20日  |
| ○    | 柴田勝頼                       | 5分3R終了 判定3-0                | Dynamite!! 〜勇気のチカラ2009〜                                                                   | 2009年12月31日 |
| ×    | アンズ・"ノトリアス"・ナンセン | 1R 2:56 KO（スタンドパンチ連打） | 戦極 〜第十陣〜                                                                                   | 2009年9月23日  |

### レスリング
- 2011年：全日本社会人選手権のフリースタイル 96kg級 2回戦敗退

## 出演

### ウェブテレビ
- 朝青龍を押し出したら1000万円（2017年12月31日、AbemaTV）[23]